# Wielosporek brunatny
Wielosporek brunatny (Acarospora fuscata (Nyl.) Th. Fr.) – gatunek grzybów z rodziny Acarosporaceae. Ze względu na współżycie z glonami zaliczany jest do porostów.

## Systematyka i nazewnictwo
Pozycja w klasyfikacji według Index Fungorum: Acarosporaceae, Acarosporales, Acarosporomycetidae, Lecanoromycetes, Pezizomycotina, Ascomycota, Fungi.
Po raz pierwszy gatunek ten opisany został w 1863 r. przez W. Nylandera jako Lecanora fuscata. Obecną, uznaną przez Index Fungorum nazwę nadał mu Theodor Magnus Fries w 1871 r.
Niektóre synonimy nazwy naukowej:

- Borrera caesia (Hoffm.) Mudd 1861
- Acarospora veronensis var. fuscata (Nyl.) Arnold 1870
- Lecanora badia var. fuscata Ach. 1810
- Lecanora cervina fuscatus Nyl. 1861
- Lecanora fuscata Röhl. 1813
- Lichen fuscatus Schrad. 1794

Nazwa polska według Krytycznej listy porostów i grzybów naporostowych Polski.

## Morfologia
Plecha skorupiasta, łuseczkowata, łuseczkowato-areolkowata lub podzielona na  areolki. Powierzchnia jest nieco błyszcząca lub matowa i ma barwę od jasnobrunatnej do ciemnobrunatnej. Pojedyncze łuseczki lub areolki mają średnicę 0,5–1,5 (3) mm, są różnokształtne, kanciaste, lub zaokrąglone, podzielone na odcinki lub karbowane. Mają powierzchnię płaską lub wklęsłą i są dość luźno związane z podłożem. Tworzą gęste lub nieco luźniejsze skupiska. Dolna strona plechy ma barwę szarobrunatną lub prawie czarną i występują w niej chwytniki. Grubość plechy wynosi około 0,6 mm lub mniej. Górna kora zbudowana jest z pseudoparenchymy, rdzeń jest biały, delikatnie prosoplektynchymatyczny i występuje w nim warstwa glonów protokokkoidalnych o grubości około 20 μm. Kora dolna jest zbudowana z prosoplektenchymy.
Licznie występują owocniki. Są to kanciaste, nieregularne lub koliste apotecja o średnicy 0,2–0,6(1) mm. Są wgłębione w plechę, w jednej areolce występuje od jednego do kilku apotecjów. Mają płaskie lub wklęsłe, gładkie lub szorstkie tarczki o barwie od czerwonobrunatnej do niemal czarnej i cienki, niepozorny, nieco wyniesiony ponad tarczkę brzeżek (ekscypulum). Obłocznia ma grubość 70–100 μm i w górnej części jest żółtobrunatna. W jednym worku powstaje ponad 100 bardzo drobnych askospor o rozmiarach 4–5,5× 1,5–1,8 μm. Pyknidia nie występują.
Reakcje barwne: KC +, C + czerwony, UV czerwony. Metabolity wtórne: kwas gyroforowy.

## Występowanie i siedlisko
Występuje tylko na półkuli północnej, najwięcej stanowisk podano w Ameryce Północnej i Europie, ale występuje także w Azji, Ameryce Środkowej i w Korei. Sięga po najdalej na północ wysunięte skrawki lądu: archipelag Svalbard, północne wybrzeża Ameryki i Grenlandię. W Polsce występuje na obszarze całego kraju. W górach jest bardzo pospolity, szczególnie w niższych położeniach, na niżu występuje w rozproszeniu.
Rośnie głównie na skałach krzemianowych. Na niżu występuje na głazach narzutowych oraz przydrożnych i śródpolnych kamieniach.